# Gyropod
Gyropod è un videogioco sparatutto pubblicato nel 1984 per Commodore 64 dalla produttrice britannica Taskset. È caratterizzato dal controllo di un cannone che si muove lungo il bordo di una struttura spaziale ad anello, con sequenze secondarie di atterraggio sui pianeti e controllo di un astronauta a piedi.

## Modalità di gioco
Il gioco si svolge principalmente in una schermata fissa che mostra sulla sinistra una stazione spaziale di forma circolare, chiamata Galaxy Ranger, vista in prospettiva inclinata, e sulla destra il pianeta nemico in lontananza. Si inizia con l'attracco automatico di una capsula al centro della stazione, poi il giocatore controlla una torretta con doppio cannone che può scorrere in senso orario o antiorario sull'orlo esterno della stazione e sparare verso destra. I nemici sono astronavi, tutte dello stesso tipo ma di colore variabile, che arrivano in continuazione da destra, ruotando e zoomando, e possono anch'esse sparare. I nemici possono colpire la torretta facendo perdere direttamente una vita, oppure danneggiare progressivamente la stazione e la capsula, che hanno le rispettive barre dell'energia; quando i danni alla stazione sono massimi si perdono parti dell'anello, e se la torretta finisce su un'interruzione viene distrutta. Le munizioni della torretta sono limitate e rappresentate da un'altra barra.
Per ricaricare le munizioni è necessario prelevarle dal pianeta. Quando il giocatore lo desidera, la capsula si sgancia e va automaticamente al pianeta, quindi si passa a un'altra schermata fissa sulla superficie, con uno sfondo di colline rosse. Qui si deve atterrare delicatamente in verticale, controllando la spinta dei razzi frenanti, altrimenti la capsula si schianta. Poi si controlla un astronauta che cammina in orizzontale e può raccogliere fino a tre cassette di munizioni, portarle una alla volta alla capsula e infine ripartire per la stazione. Nel frattempo ai lati dello schermo possono atterrare astronavi nemiche dalle quali scendono alieni umanoidi che avanzano e sparano all'astronauta. Anche lui può sparare, ma solo per far arretrare momentaneamente gli alieni e fermare i loro proiettili. L'astronauta ha anche una riserva limitata di ossigeno.
Quando nella schermata principale si distruggono astronavi nemiche a sufficienza, la stazione distrugge il pianeta con un raggio e si passa a un altro livello con un altro pianeta. Ci sono in tutto quattro livelli, ciascuno con un diverso aspetto delle astronavi nemiche.
La colonna sonora contiene estratti dalla Sinfonia n° 5 per organo in fa minore di Charles-Marie Widor.

## Sviluppo
Gyropod venne sviluppato internamente dalla Taskset Ltd. di Bridlington. Gli sviluppatori realizzarono per l'occasione un trucco che permette di mostrare efficacemente più di otto sprite alla volta (il massimo gestito dall'hardware del Commodore 64), e che riutilizzarono poi nel più noto Super Pipeline II.